# Donkere esdoornsteltmot
De donkere esdoornsteltmot (Caloptilia rufipennella) is een vlinder uit de familie mineermotten (Gracillariidae). De wetenschappelijke naam is voor het eerst geldig gepubliceerd in 1796 door Hübner.
De soort komt voor in Europa.